# زيت الإيمو

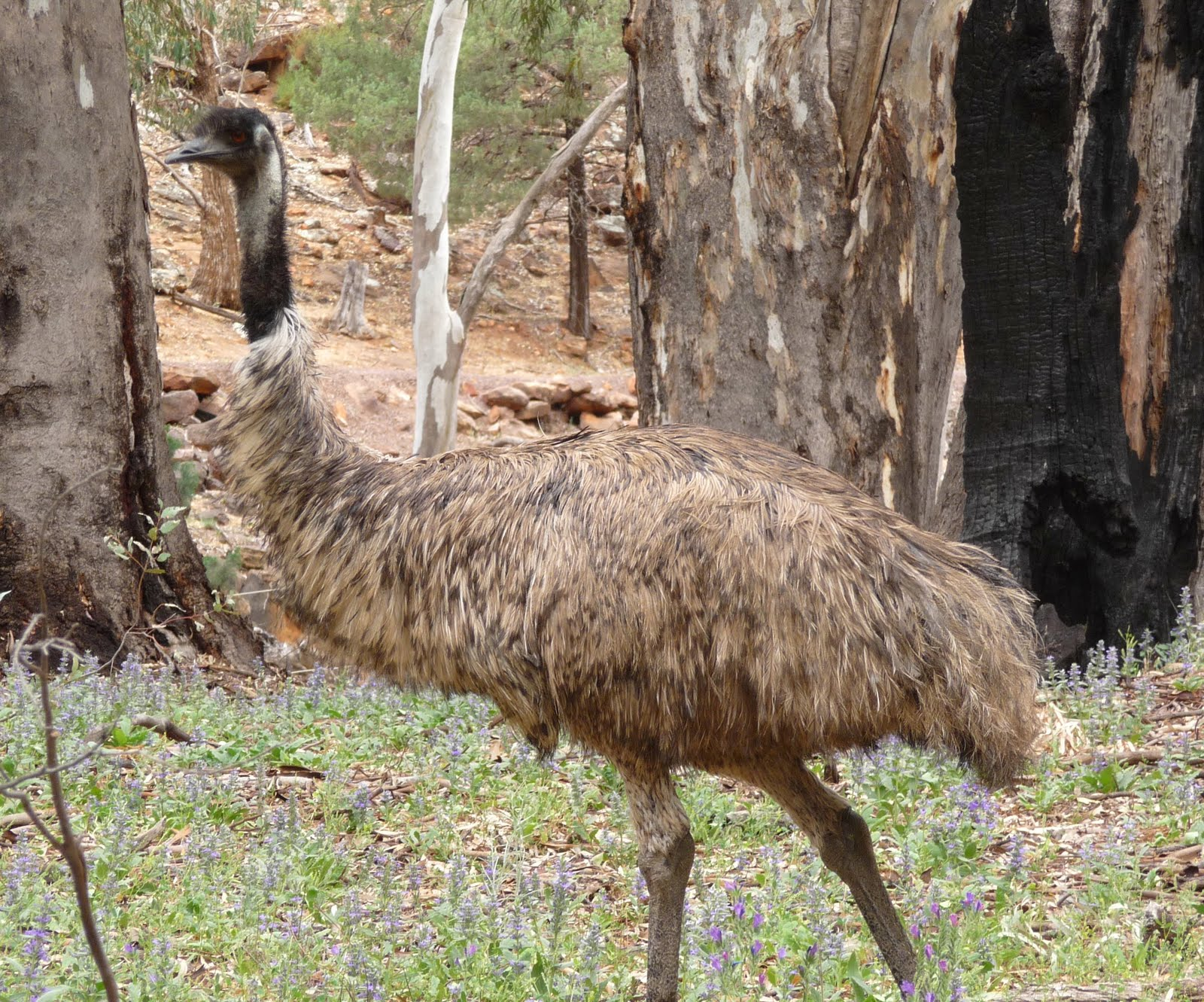
الإيمو، مصدر زيت الايمو

زيت الإيمو وهو زيت يتم استخراجه من النسج الدهنية لبعض فصائل الإيمو كفصيلة الدرميس، والذي يعد أحد أنواع الطيور التي لا تطير وموطنها الأصلي أستراليا.
يتباين لون ولزوجة زيت الإيمو الأصلي غير المغشوش من اللون الأبيض المائل إلى الصفرة بمزيج كريمي إلى سائل أصفر خفيف وذلك تبعا لنمط تغذية الإيمو وطرق استخلاصه.
يتكون زيت الإيمو الذي يتم استخلاصه بالتدريج صناعياً على 70% من الحموض الدهنية غير المشبعة على الأقل، وبشكل أساسي على حمض الزيت والذي يعتبر أحد أنواع الأوميغا 9 غير المشبعة الأحادية، كما يحوي بشكل تقريبي على 20% من حمض اللينوليك وهو أحد أنواع الأوميغا 6 , إضافة إلى 1-2% من حمض اللينولينك والذي يعتبر أحد أنواع الأوميغا 3.
أما زيت الإيمو الذي تتم تنقيته تماما فنجد نكهته خفيفة غير حادة.
في وقت سابق تم الترويج لاستخدام زيت الإيمو كمكمل غذائي لعلاج بعض الأمراض كالسرطان والتهاب المفاصل، لكن تلك الادعاءات غير صحيحة.
كما أن مكملات زيت الإيمو التي تباع تجاريا غير معايرة وتختلف بشكل كبير بفعاليتها في عام 2009 قامت منظمة الغذاء والدواء الأمريكية بتسليط الضوء على المنتجات التي تحوي على زيت الإيمو تحت مقال بعنوان «كيف تكتشف الغش الصحي» مشيرة إلى أن منتجات زيت الإيمو النقية غير مرخصة.

## أبحاث
بحلول عام 2015 ظهرت دراستان صغيرتان على الإنسان إحداهما عن استخدام زيت الإيمو كمرطب للبشرة والأخرى عن استخدامه كطارد للحشرات.